# Can't Keep My Hands Off You
«Can't Keep My Hands Off You» es el primer sencillo promocional del cuarto álbum de estudio de Simple Plan, Get Your Heart On!. En la canción aparece Rivers Cuomo de Weezer como cantante invitado, y fue lanzado como un sencillo el 19 de abril de 2011. Se lanzó un vídeo musical el 20 de abril de 2011.

## Vídeo musical
El video musical para la canción fue filmado a principios de abril de 2011 y lanzado el día 20 del mismo mes. El vídeo muestra a la banda tomando el control en una escuela secundaria en medio del baile de graduación, la banda se encuentra fuera de la escuela mientras los estudiantes bailan y los animan. Rivers Cuomo, esta como artista invitado en la canción, pero sin embargo no aparece en el vídeo.

## Formato
| Descarga digital |                               |          |  |
| N.º              | Título                        | Duración |  |
| 1.               | «Can't Keep My Hands Off You» | 3:21     |  |

## Posicionamiento en listas
| Australia | Australian Singles Chart | 45 |
| Canadá    | Canadian Hot 100         | 70 |